# حسن‌آباد (احمدآباد)
حسن‌آباد روستایی در دهستان سرجام بخش احمدآباد شهرستان مشهد استان خراسان رضوی ایران است.

## جمعیت
بر پایه سرشماری عمومی نفوس و مسکن در سال ۱۳۹۵ جمعیت این روستا ۷۱۳ نفر (۲۲۶خانوار) بوده‌است.